# Rogersonanthus quelchii
Rogersonanthus quelchii là một loài thực vật có hoa trong họ Long đởm. Loài này được (N.E.Br.) Maguire & B.M.Boom miêu tả khoa học đầu tiên năm 1989.